# Ludvig Seda

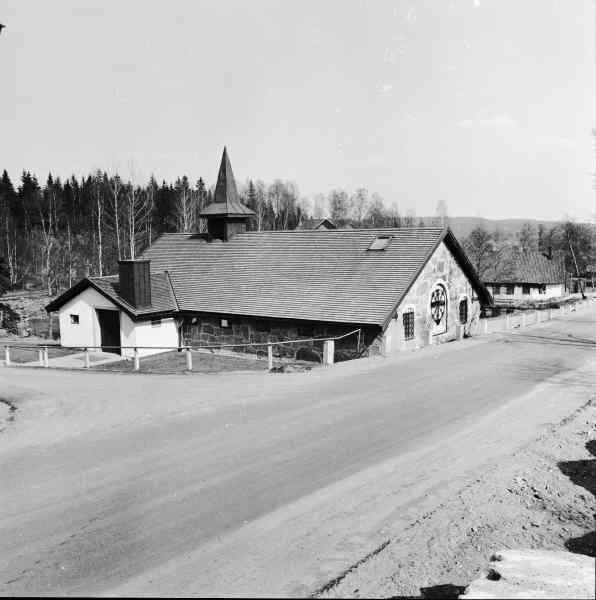
Marieholms kyrka.

Ludvig Seda, född 1 januari 1922 i Náchod, Böhmen, död 3 augusti 2000, var en tjeckisk-svensk arkitekt.
Seda, som var son till arkitekt Vladimir Seda och Marie Kucerová, avlade arkitektexamen i Prag 1942, var anställd av byggnadsfirman Sager & Woerner i München, Wien och Trondheim 1943, hos stadsarkitekt Nils Hansson i Köpings stad 1944, hos arkitekt Sven Ahlbom i Västerås 1949, hos arkitekt Bruno Mathsson i Värnamo 1953 och var innehavare av byggnadsarkitektkontoret Arkitekt Ludvig Seda AB i Värnamo från 1953. Han ritade bland annat Swed-Expo, en utställningshall vid Värnamo, Marieholms kyrka samt Svenska Alliansmissionens byggnad vid Pilgatan 3 i Värnamo.